# Cissus rheifolia
Cissus rheifolia är en vinväxtart som beskrevs av Jules Émile Planchon. Cissus rheifolia ingår i släktet Cissus och familjen vinväxter. Inga underarter finns listade i Catalogue of Life.